# عروسة للإيجار (فلم)
عروسة للإيجار فيلم مصري من إنتاج عام 1946، بطولة أنور وجدي، إخراج فريد الجندي.

## فريق العمل
- أنور وجدي
- بشارة واكيم
- حسن فايق
- فؤاد شفيق
- ليلى حلمي
- زينات صدقي

## روابط خارجية
- مقالات تستعمل روابط فنية بلا صلة مع ويكي بيانات